# Winestead
Winestead – wieś w Anglii, w hrabstwie East Riding of Yorkshire. Leży 21 km na wschód od miasta Hull i 244 km na północ od Londynu.